# Popis epizoda serije Nemanjići – rađanje kraljevine
Nemanjići – rađanje kraljevine srbijanska je televizijska serija koja je premijerno počela da se emitira 17. veljače 2018. na kanalu RTS 1. Premijerno emitiranje je istovremeno počelo i u Republici Srpskoj na kanalu ATV. Prva se sezona prikazivala od 17. veljače do 6. svibnja 2018.
Dragan Mićanović, koji u seriji glumi Rastka Nemanjića, potvrdio je da će serija imati još jednu sezonu, a isto je potvrdio i scenarist Gordan Mihić. Dragan Mićanović, zbog povijesnih razloga, ne zna hoće li biti dio glumačke postave u sljedećoj sezoni.
Serija Nemanjići – rađanje kraljevine zasad broji 1 sezonu i 13 epizoda.

## Pregled
| Sezona | Sezona | Epizode | Epizode | Originalno emitiranje | Originalno emitiranje |
| Sezona | Sezona | Epizode | Epizode | Premijera             | Finale                |
| ------ | ------ | ------- | ------- | --------------------- | --------------------- |
|        | 1.     | 13      | 13      | 17. veljače 2018.     | 6. svibnja 2018.      |
|        | 2.     | n. p.   | n. p.   | TBA                   | TBA                   |

## Epizode

### 1. sezona (2017.)
| Broj epizode | Broj ep. u sezoni | Naslov epizode                    | Redatelj         | Scenarist    | Datum             |
| --- | ----------------- | --------------------------------- | ---------------- | ------------ | ----------------- |
| 1. | 1.                | "Pod zastavom Bizanta"            | Marko Marinković | Gordan Mihić | 17. veljače 2018. |
| U Nišu 1165. na poklonstvo bizantskom caru Manuelu Komnenu dolaze Stefan Nemanja i njegova tri brata: Tihomir, Stracimir i Miroslav. Komnen daje najveće povlastice Nemanji, što će izazvati nezadovoljstvo kod njegove braće. Ana, Nemanjina supruga, boji se da će to izazvati ljubomoru kod njegove braće. Nemanja je razuvjerava. Ima veliko povjerenje u braću i na njihov poziv odlazi u Ras. Međutim, u Rasu ga braća zarobe i zatvore u špilju. Kada se poslije izvjesnog vremena Nemanja izvuče iz špilje, od naroda traži – i dobiva – pristanak za početak borbe za spas i slobodu svih porobljenih srpskih zemalja. |                   |                                   |                  |              |                   |
| 2. | 2.                | "Miroslavljevo evanđelje"         | Marko Marinković | Gordan Mihić | 18. veljače 2018. |
| U dvoru u Stonu Nemanju muče noćne more zbog brata Tihomira, koji je nesretno poginuo boreći se u bizantskoj vojsci protiv koje je Nemanja ratovao. Plemići nagovaraju Nemanju da napadne bizantsku vojsku. Na povratku u Rašku Nemanja i Ana s djecom Stefanom, Vukanom i Rastkom posjete brata Miroslava, u čijoj se skriptarnici izrađuje Miroslavljevo evanđelje. Nemanji stigne vijest da je Manuel Komnen preminuo i da se u Carigradu razvila bespoštedna borba za vlast. Nemanja namjerava napasti Bizant i za taj plan dobiva podršku od Ugarske i neuvjerljiva obećanja od Mletaka. |                   |                                   |                  |              |                   |
| 3. | 3.                | "Ususret križarima"               | Marko Marinković | Gordan Mihić | 25. veljače 2018. |
| Izaslanik Fridrika Barbarosse, cara Svetog Rimskog Carstva, traži od Nemanje pomoć. Barbarossa je krenuo u Jeruzalem da bi kaznio Saladina koji je osvojio taj grad. Od Nemanje očekuje da njegovoj vojsci omogući siguran prolaz i hranu. Vukan se oženio i počeo vladati Zetom. Nemanja od Rastka očekuje da se pripremi za vladarski položaj, ali Rastka zanima samo vjera. Ana misli da je vrijeme i da se Raška uda. Raška ne želi pričati o tome. Ne smije priznati da je zaljubljena u Stefana za kojeg se nipošto ne može udati. Ni Stefan nije ravnodušan prema Raški. Njih dvoje se vole. |                   |                                   |                  |              |                   |
| 4. | 4.                | "Otac zove"                       | Marko Marinković | Gordan Mihić | 3. ožujka 2018.   |
| Nemanja je u velikoj žalosti jer je Rastko postao monah. Međutim, ne može dugo tugovati. Na teritorij Srbije ušla je vojska ugarskog kralja Bele Trećeg. Stefan traži zaštitu od Bizanta, od svojeg budućeg tasta Aleksija. Dobiva pomoć od bizantskog dvora. Stefan dočekuje princezu Eudokiju, koja ima samo četrnaest godina. Ističe se njezina ljepota. Stefan i Eudokija vjenčaju se u crkvi. Na Svetoj gori Sava se iscrpljuje u molitvama i odbija uzimati hranu. Iguman mu govori da je to loš način služenja vjeri, nakon čega se Sava vraća normalnoj prehrani. Eudokiji su došli prijatelji iz Carigrada. S njima se zabavlja na izletu, što se ne dopada Stefanu, koji smatra da vladareva supruga ne treba biti toliko neozbiljna. |                   |                                   |                  |              |                   |
| 5. | 5.                | "Monah Simeon"                    | Marko Marinković | Gordan Mihić | 11. ožujka 2018.  |
| Stefan pokuša uvjeriti Vukana da se ništa nije promijenilo između njih dvojice, ali Vukan smatra da ništa više ne može biti kao prije. Kako bi stekao nove saveznike i osnažio svoj položaj, Vukan se obrati rimskom papi Celestinu Trećem i obeća mu da će širiti katoličanstvo u svojoj zemlji, Zeti. Vukan se poveže s papom jer misli da je tako najbolje za sigurnost Zete. Raška saopći Stefanu da je odlučila napustiti dvor. Stefan ne želi pristati na njen odlazak. Stefan posjeti svog oca koji kao monah Simeon boravi u samostanu. |                   |                                   |                  |              |                   |
| 6. | 6.                | "Bitka braće"                     | Marko Marinković | Gordan Mihić | 18. ožujka 2018.  |
| Papa Inocent III. razmatra mogućnost sklapanja saveza s Vukanom. Ugarska je vojska napala Hum i ta činjenica navede papu na to da prihvati Vukanov prijedlog, ali od njega traži potpunu pokornost, raskid s carigradskom patrijaršijom i prihvaćanje katoličke vjere u Zeti. Aleksije Angel zamjera Stefanu što pregovara s papskom kurijom. Međutim, on ne može pružiti Stefanu zaštitu od Ugarske koja mu prijeti. Stefan je ljut na Eudokiju. Neodgovorno se ponaša i cijelo carigradsko društvo preselila je na Stefanov dvor. Nagovještava joj da će je otjerati s dvora ako se ne uozbilji. Eudokija smatra da joj ne smije prijetiti. |                   |                                   |                  |              |                   |
| 7. | 7.                | "Nek' ostane svjedočenje"         | Marko Marinković | Gordan Mihić | 25. ožujka 2018.  |
| Stefan je ranjen. S najbližom pratnjom krije se po šumama u dolini rijeke Ibar. U tom skrivanju napadne ih skupina vojnika. U toj borbi pogine Adam, Stefanov vjerni sljedbenik. Prosigoja i Rašku, čiju su kolonu napali razbojnici, u Ibarskoj klisuri pronađu mladić Bran i njegova majka Tisa. Bran spasi i ranjenog Stefana. Bran i Tisa su bogumili koji su zbog svog vjerskog opredjeljenja progonjeni. Lutaju po šumama i jedva uspijevaju preživjeti. Bran je na svoje lice stavio umjetne kraste ne bi li se tako spasio od bilo čije vojske koja bi ga htjela mobilizirati. Probijajući se kroz šumu, njihovu kolonu ponovo napadnu razbojnici. |                   |                                   |                  |              |                   |
| 8. | 8.                | "Kod Kulina bana"                 | Marko Marinković | Gordan Mihić | 1. travnja 2018.  |
| Stefan i Raška došli su u Bugarsku da bi zatražili pomoć od kralja Kalojana. Usput im se, kao pratnja, pridružio snažni i naočiti mladić Bogdan. Bogdan je spreman vjerno služiti Stefanu u njegovom pokušaju da se vrati na prijestolje. Kalojan obeća Stefanu pomoć u sukobu s Vukanom i ugarskim kraljem Emerikom. Na bugarskom dvoru Stefan kaže Raški da će se oženiti njome. Stefan dobije savjet od Kalojana da ode u Bosnu kod Kulina kod kojeg je papski izaslanik, Kazamaris, koji provjerava je li se Kulin doista okrenuo katoličanstvu. Stefan očekuje da će mu Kazamaris pomoći približiti se papi koji bi ga podržao u namjeri da se okruni kao kralj Srbije. |                   |                                   |                  |              |                   |
| 9. | 9.                | "Latini dolaze"                   | Marko Marinković | Gordan Mihić | 8. travnja 2018.  |
| Na Kulinovu dvoru još uvijek strepe hoće li ih kazniti Mletci zbog bogumilstva bez obzira na to što se sada izjašnjavaju kao katolici. Kulin uvjerava Stefana da mu je najbolje rješenje za vladarski status pristanak na vjenčanje s mletačkom plemkinjom Anom Dandolo. Stefan kaže da je ovdje s budućom suprugom Raškom i da joj ne može poreći obećanje o braku. Kulin ga uvjerava tako što mu sugerira da su prijestolje i država važniji od osobnih osjećaja. Na razgovoru s izaslanikom Venecije Kazamarisom Stefan čuje stav pape koji Vukana, kao starijeg brata, smatra kraljem Srbije i da bi sada bilo teško promijeniti taj odnos osim ako Stefan ne pokaže da ima kapacitete za povratak na prijestolje. Kulin saopći Stefanu da želi s vojskom udariti na Vukana jer ga je on optužio za bogumilstvo. |                   |                                   |                  |              |                   |
| 10. | 10.               | "Što je ljubav prema sili i moći" | Marko Marinković | Gordan Mihić | 15. travnja 2018. |
| Stefan je zabrinut jer ne zna na koga se može osloniti u upravljačkim poslovima. Raška mu predloži Bogdana, za kojega kaže da je pošten, odan i razborit. Stefan prihvati njezin prijedlog i proglasi Bogdana upraviteljem dvora. Stefan ode u samostan po svoju djecu, Komnenu i Radoslava. Radoslavu nedostaje majka i pita Stefana što se dogodilo s njom, odnosno zašto ih je morala napustiti. Raški nije drago što se u javnosti ne smije objelodaniti njezina ljubavna veza sa Stefanom. On je zabrinut. Najprije treba učvrstiti mir u zemlji koja je iznurena ratovima i razbojnicima koji su se namnožili. Za osobni život imat će vremena tek kasnije. |                   |                                   |                  |              |                   |
| 11. | 11.               | "Biseri u kosi"                   | Marko Marinković | Gordan Mihić | 22. travnja 2018. |
| Stefan je u dilemi u vezi sa ženidbom. Dvoumi se između Raške i Ane Dandolo. Odabere li Anu, bilo bi to od velike koristi za osnaživanje Srbije. Raška pobjegne s dvora. Bogdan pretpostavlja da je to napravila kako bi oslobodila Bogdana od obaveze koju osjeća prema njoj. Srpski dvor dočekuje novu vladaricu Anu Dandolo. Raška krišom promatra Anin dolazak iza jedne kamene kuće. Raškino tajno prisustvo osigurao je Bogdan. Kada Bogdan poželi razgovarati s Raškom, shvati da je nestala. Stefan i Ana se vjenčaju. Ana Dandolo rodi sina Uroša u braku sa Stefanom. Sava je spreman krenuti za Srbiju uz malobrojnu pratnju. Nosi mali kovčeg s moćima (relikvijama) svojega oca. |                   |                                   |                  |              |                   |
| 12. | 12.               | "Zlo koje zvijeri ne poznaju"     | Marko Marinković | Gordan Mihić | 29. travnja 2018. |
| Stefanova vojska, na čijem su čelu Stefan i Strez, osvojila je pola Bugarske. Kad se Stefan vratio na svoj dvor, saznao je da ga je vojvoda Strez izdao. Priključio se savezu Latina i Bugara, koji su spremni zajednički napasti Srbiju. Sava ode k Strezu. Kritizira Streza jer je iznevjerio danu riječ. Strez se pravda time da su se vremena promijenila i da je morao stupiti u savez protiv Stefana. Stefan očekuje novo dijete u braku s Anom Dandolo. Ona mu predloži da traži krunu od pape jer bi tako imao zaštitu Venecije. Latini i Ugarska spremaju napad na Srbiju. |                   |                                   |                  |              |                   |
| 13. | 13.               | "Zora"                            | Marko Marinković | Gordan Mihić | 6. svibnja 2018.  |
| Stefan zatraži Savu da ode k ugarskom kralju Andriji i pregovara s njim. Andrija je ljut zbog skorašnje Stefanove krunidbe. Andrija sebe smatra kraljem Srbije. Dan je izuzetno vruć i Andrija traži Savu da stvori led za vino kad ga već smatraju čudotvorcem. Ledena kiša zbilja padne i Andrija odustane od napada na Srbiju. Papin izaslanik obavlja ceremoniju na latinskom jeziku. Stefan traži da se Sava vrati u Srbiju i dobije pristanak za samostalnost Srpske pravoslavne crkve od nikejskog patrijarha. Nikejski car Teodor I Laskaris da Savi pristanak za osamostaljenje srpske crkve. Teodor uvjeri Savu da bude arhiepiskop. Tome se uzaludno protivi Homatijan, arhiepiskop ohridske arhiepiskopije pod kojom je dotad bila srpska crkva. Pred svoju smrt Stefan zatraži od Save da ga učini monahom, što mu i učini davši mu ime Simon. Stefan umire, a novi kralj postaje njegov stariji sin Radoslav kojeg kruni arhiepiskop Sava. |                   |                                   |                  |              |                   |

### 2. sezona (TBA)
Scenarist Gordan Mihić potvrdio je da će biti i druge sezone serije.

## Napomene
1. 1 2  Prva (pilot) epizoda emitirana je 31. prosinca 2017.

## Vanjske poveznice
- Nemanjići – rađanje kraljevine u internetskoj bazi filmova IMDb-a